# Fujita Seiko
Fujita Seiko (藤田 西湖, 10 de febrero de 1898 – 4 de enero de 1966), nacido Isamu Fujita, fue un practicante japonés de artes marciales que ostentó el título de 14º Maestro o Soke del Ninjutsu Kōga-ryū, y es considerado por algunos como el último ninja auténtico.

## Biografía
Isamu Fujita nació en Tokio, y estudió el Kōga-ryū Wada Ha (Escuela Ninjutsu Kōga) con su abuelo Fujita Shintazaemon, 13º Soke del Kōga-ryū. Estudió en las Universidades de Waseda y Meiji, y trabajó en una empresa de periódicos. Estudió otros artes marciales y destacó como autor, investigador y coleccionista de escritos antiguos. Según algunas referencias, "hay división de opiniones sobre si fue un auténtico ninja o un simple investigador del budō."
Durante la Segunda Guerra Mundial, Fujita enseñó estrategia en la Academia del Ejército de Nakano (Rikugun Nakano Gakkō). Fujita trabajó más adelante para el Gobierno como especialista en seguridad. En sus últimos años enseñó muchas artes tradicionales japonesas, a alumnos notables como Motokatsu Inoue, Mabuni Kenwa, Fujitani Masatoshi, el actor Tomisaburo Wakayama o Manzo Iwata, que heredaron alguno de sus estilos. Fujita no dejó heredero para su Escuela Kōga-ryū Wada Ha.
Fujita Seiko publicó el Zukai Torinawajutsu, libro que muestra cientos de ataduras de Hojōjutsu de muchas escuelas diferentes. También publicó otros varios textos sobre ninjutsu y artes marciales. Murió de cirrosis a la edad de 68 años, y probablemente sufrió alguna forma de angioedema hereditario. Su colección, la llamada Fujita Seiko Bunko, se exhibe en el museo de Iga-Ueno del Castillo de Odawara.